# Leyti
Leyti è un comune dell'Azerbaigian situato nel distretto di Şabran.